# Distretto di Bajangol (Ôvôrhangaj)
Il distretto di Bajangol è uno dei diciannove distretti (sum) in cui è suddivisa la provincia del Ôvôrhangaj, in Mongolia. Conta una popolazione di 4 572 abitanti al 200. 